# Подозрение (сериал)
„Подозрение“ (на английски: Suspicion) е американски сериал-антология в жанр мистерия и драма. Сериалът се излъчва по канала NBC в САЩ през 1957/1958 г. в един сезон с 41 епизода с продължителност 45/60. Първият епизод е излъчен на 30 септември 1957 г., последният – на 28 юли 1958 г. Изпълнителният продуцент на Подозрението е кинорежисьор Алфред Хичкок.
На 30 септември 1957 г. е излъчен първият епизод от поредицата – „4 часа“, режисиран от Алфред Хичкок, с Нанси Кели, Е.Дж. Маршал и Ричард Лонг в главните роли.

## Награди
| Награди    | Награди          | Награди     | Награди                          |
| Награда    | Категория        | Име         | Резултат                         |
| ---------- | ---------------- | ----------- | -------------------------------- |
| „Еми“-1958 | Най-добър актьор | Дейвид Уайн | номинация за епизода „Heartbeat“ |